# スーパーサタデー (東海テレビ)
『スーパーサタデー』は、2004年4月3日から2010年9月25日まで東海テレビで生放送された報道番組・情報番組。放送時間は毎週土曜9:55 - 11:25（JST） 。

## 概要
2004年3月まで同土曜午前枠で放送されていた『報道原人』の後継番組で、9:55枠の『てぃ〜んずワゴン たかぎまぢる』移動後の跡地と10:25枠の『おそく起きた昼は…』移動後の跡地を吸収・統合する形でスタートした。
『報道原人』の前身『週刊ニュース工房』のスタート以来、東海テレビの土曜午前の情報番組は政治・法務・昨今話題の事件などかなり堅い話題を扱うのが通例になっており、この『スーパーサタデー』も例外ではない。また、ローカル番組でありながら、取り上げる内容は県域以上の新聞と同様にローカルニュースを優先するとは限らないのも特徴である。この番組のニュース映像はほとんどの場合、フジテレビ系列局や系列外局からの協力を得たものを用いているが、稀に番組が独自で出張取材をしたVTRを放送することがある。ローカルニュースの紹介時にはもちろんのこと、国会関連のニュースなどでも独自敢行したインタビューのVTRを流すことがある。
この番組は、それまで12:00枠で単独番組として放送されていた中日ドラゴンズの情報番組『ドラゴンズHOTスタジオ』（以下ドラHOT）を1コーナーに擁している。このコーナーに関しては、ドラゴンズビジター戦の試合映像など一部を除いてはほとんどが独自取材のVTRを用いており、注目される試合の前などには解説者とスタッフが現地まで出張して取材することが多い。このコーナーは原則として11:00頃から放送されるが、セ・リーグの開幕前やプロ野球春季キャンプ中などの特別な時期などにはスペシャルと称して放送時間を拡大することがある。また、名古屋市内で開催されるドラゴンズの優勝パレードを生中継することがあり、2004年・2006年・2007年の中継はこの番組を通じて行われた（2004年の中継は放送時間を11:45まで延長した上で実施）。2008年4月26日放送分では、長野市で行われた北京オリンピックの聖火リレーの模様を生中継した（長野市からは系列局の長野放送の記者も出演した）。
かつてこの番組の出演者だった清水美紀は、山田雅人と『DREAM競馬』（東海テレビ制作分）を担当していた。そのため、GIなどの大きなレースがあるその前日のスポーツコーナーでは、清水主導によるレース展望が放送されていた。滋賀県栗東市が名古屋と大阪のほぼ中間に位置していることもあり、JRA栗東トレーニングセンターで清水自らが取材をすることもあった。
2010年9月25日をもって放送終了。『ドラゴンズHOTスタジオ』も最終回を迎えている。翌週からのこの時間の後番組は『ぷれサタ!』になり、また翌々週夕方にスタートした『pluspo』が実質ローカルスポーツ情報番組の後継番組になる。峰竜太も2011年4月より『pluspo』の司会者となった。また、大谷昭宏は同年10月1日より『FNN東海テレビスーパーニュース』の金曜日コメンテーターとなった。

## 出演者

### 主な出演者
- 司会
  - 峰竜太
- アシスタント
  - 4代目：宮沢桃子（当時東海テレビアナウンサー） - 2009年10月3日放送分から出演。
- コーナーアシスタント
  - 3代目：成嶋早穂（当時東海テレビアナウンサー） - 2010年4月3日放送分から出演。「週刊スパサタ」→「SAHOO!JAPAN」、天気予報を担当。
- レギュラーコメンテーター
  - 大谷昭宏 - 『報道原人』時代から出演。
- 不定期出演コメンテーター
  - 浅井慎平、吉永みち子、二木啓孝、玉木正之、やくみつる、須田慎一郎、二宮清純、田中喜代重 - このうちの概ね2名が毎週出演していた。
- ナレーター
  - 生野文治 - 番組放送開始時から出演。ドラHOTのコーナー開始前までのニュース・話題特集枠のナレーションを担当していた。
- このほか、番組独自のニュース取材などで番組ディレクターと思われる人物や東海テレビ報道記者が出演することがあった。

### 『ドラゴンズHOTスタジオ』からの出演者
- 準レギュラー
  - 加藤晴彦 - 不定期で出演。2009年1月17日放送分では、親友で当日のゲストだった立浪和義とともに出演。
  - 萩本欽一 - 番組結成チーム「ドラHOTリューターズ」と戦うようになった2005年から、戦う数週間前に出演している。
- 東海テレビプロ野球解説者
  - 鹿島忠 - 2007年8月以降は毎回出演。
- 東海テレビスポーツアナウンサー
  - 森脇淳 - 当初はナレーションのみを担当していたが、現在はスタジオに出演し、前半部分を担当している。
  - かつては森脇以外のアナウンサーも出演していた。

### 過去の出演者
- アシスタント
  - 初代：吉井歌奈子（当時東海テレビアナウンサー） - 2004年4月から2006年3月まで出演。
  - 2代目：清水美紀（当時東海テレビアナウンサー） - 2006年4月から2008年3月まで出演。
  - 3代目：三浦茉莉（当時東海テレビアナウンサー） - 2008年4月から2009年9月まで出演。
- 「週刊スパサタ」コーナー
  - 初代：岡田考平（当時東海テレビアナウンサー、週刊スパサタ担当） - 2006年4月から2008年6月まで出演。峰が夏休みの時や、ドラHOTのコーナーで沖縄県北谷公園野球場からの中継出演をするために不在だった2007年2月3日放送分と2008年2月2日放送分では、彼が代わってその日の司会を務めた。
  - 2代目：杉山真一（東海テレビアナウンサー） - 2008年7月5日放送分から出演。杉山がスパサタ担当になってから、峰が出演できない場合のピンチヒッター（岡田が務めていたポジション）は、同じく東海テレビアナウンサーの高井一が担当した。
- ドラゴンズHOTスタジオ解説者
  - 谷沢健一、田尾安志、鈴木孝政、藤波行雄 - 彼らは完全に番組を降りたわけではなく、2008年2月8日放送分でのライバル球団リポート（阪神）で田尾安志が、同年2月23日放送分でのライバル球団リポート（巨人）で鈴木孝政がそれぞれ出演したという例がある。
- 東海テレビスポーツアナウンサー
  - 小田島卓生、斉藤誠征、加藤晃

## 番組内容
番組の大まかな流れは以下の通り。
- 番組序盤 - 主に、その週全国的に話題になったニュース・話題を2項目から3項目ほど取り上げる。先にニュースを1項目ほど伝えた後にオープニングに入ることがある。
- 番組中盤 - 「週刊スパサタ」→「SAHOO!JAPAN」のコーナーや、スポーツに関する話題を取り上げた後、11時頃から番組のエンディング直前までドラHOTを放送。2005年からは、茨城ゴールデンゴールズと戦う「ドラHOTリューターズ」（監督は峰竜太）についての情報も、11月頃から試合が行われるまで随時放送される。
- 番組終盤 - 情報カメラの映像とともに天気予報を伝えた後、エンディングに入る。

### 過去にあったコーナー
- 加藤晃の勝ち馬見えた - 清水美紀が担当していた競馬コーナーに代わるコーナーとして、2008年4月12日放送分よりスタート。初回放送ではアシスタントの三浦茉莉から「新しいキャラクターが伝えてくれます」と触れられたものの、2008年途中でコーナー自体が終了した。
- 大坪元雄の競馬コーナー - 上記「勝ち馬見えた」の放送終了後、2009年から東海テレビ制作分の『競馬beat』スタジオ解説者となったことを機に、GIレースの予想を美浦トレセンよりVTR出演にて行なっていた。

## 制作協力
- エアクエスト
- フジテレビほかFNN系列各局 - ニュースの映像を提供するという形で制作に協力。ただしニュース・話題によっては、他の系列局からニュース映像が提供されていることもある。